# The Big Bubble: Part Four of the Mole Trilogy
The Big Bubble: Part Four of the Mole Trilogy è un album in studio del gruppo di musica sperimentale statunitense The Residents, pubblicato nel 1985.

## Tracce
1. Sorry
2. Hop a Little
3. Go Where Ya Wanna Go
4. Gotta Gotta Get
5. Cry for the Fire
6. Die-Stay-Go
7. Vinegar
8. Firefly
9. The Big Bubble
10. Fear for the Future
11. Kula Bocca Says So